# Justice Crew
I Justice Crew sono un gruppo musicale pop maschile australiano attivo dal 2009.

## Carriera
Il gruppo ha raggiunto il successo vincendo la quarta stagione di Australia's Got Talent nel 2010. 
In seguito ha firmato un contratto con la Sony Music australiana.
I primi tre singoli And Then We Dance, Friday to Sunday e Dance with Me hanno avuto un discreto successo nella ARIA Charts. Il gruppo ha raggiunto la vetta della classifica con Boom Boom, certificato sei volte disco di platino dalla ARIA. Hanno fatto seguito Best Night, Everybody e Que Sera, quest'ultimo uscito nel maggio 2014. Hanno ricevuto otto candidature agli ARIA Music Awards e si sono esibiti con artisti di livello internazionale come Chris Brown, Janet Jackson, One Direction, Kesha e Pitbull.
Il loro album d'esordio è uscito nel novembre 2014.

## Formazione
Attuale
- Lukas Bellesini aka Wildrok
- Paul Eric Merciadez aka Paulie
- John Len Ruela Pearce
- Lenny John Ruela Pearce
- Samson Cosray Smith
- Solo Tohi

Ex membri
- Omar Kamara aka Scrap
- Anastasios Tass Repousis aka Kid Taz
- Emmanuel Rodriguez aka E-Man

## Discografia
Album
- 2014 - Live by the Words

Compilation
- 2011 - Justice Crew Party Mix

Singoli
- 2010 - And Then We Dance
- 2010 - Friday to Sunday
- 2011 - Dance with Me (featuring Flo Rida)
- 2011 - Sexy and You Know It
- 2012 - Boom Boom
- 2012 - Gonna Make You Sweat (Everybody Dance Now) (featuring Bonnie Anderson)
- 2012 - Best Night
- 2013 - Everybody
- 2014 - Que Sera
- 2014 - Rise & Fall
- 2015 - I Love My Life